# Grammostola anthracina
Grammostola anthracina là một loài nhện trong họ Theraphosidae và lid van het geslacht Grammostola.

## Voorkomen
Loài này phân bố ở Brasil, Uruguay, Paraguay và Argentina.